# Egor Orudzhev
Egor Orudzhev (en russe : Его́р Ору́джев), né le 16 octobre 1995 à Saint-Pétersbourg, en Russie, est un pilote automobile russe qui participe en 2020 au championnat du monde d'endurance, avec l’écurie britannique Team LNT.

## Biographie

### Débuts en monoplace en France (2012)
Grâce à des résultats convaincants en karting, Egor Orudzhev se rend en France et fait ses débuts en monoplace dans le Championnat de France F4 en 2012. Il prend part à six des sept courses du calendrier et termine 10e du championnat, notamment grâce à un double podium lors de la manche du Mans. Il dispute en parallèle en octobre deux courses en Formula Renault 2.0 Alps au Mugello avec AV Formula et deux courses d'Eurocup Formula Renault 2.0 à Barcelone, au volant d'une Fortec, mais abandonne trois fois sur ses quatre départs.

### Formule Renault 2.0 (2013-2014)
En 2013, il rejoint les rangs de Tech 1 Racing qui l'engage en Eurocup Formula Renault 2.0. Il n'obtient qu'un seul podium en 14 courses et termine à la 7e place du classement. En mai, il participe au Grand Prix de Pau et termine 2e après s'être élancé 8e. Il s'engage aussi en Formula Renault 2.0 Alps avec l'écurie française et termine cette fois-ci à la 5e place du championnat. Il compte une pole position, obtenue à Monza, et deux podiums, obtenus au Misano et à Imola.
L'année suivante, en 2014, Orudzhev part en Nouvelle-Zélande afin de prendre part au championnat du Toyota Racing Series en janvier et février. Il gagne trois courses (dont deux lors du premier meeting) et se classe 6e au classement des pilotes. En mai, il roule également à Silverstone pour le compte de Carlin dans le Championnat de Grande-Bretagne de Formule 3. Il gagne sa première course mais abandonne lors des deux autres. Toujours avec Tech 1 Racing, il participe au championnat d'Eurocup Formula Renault 2.0. et termine 8e avec deux podiums. Enfin, il participe à quelques courses en Formula Renault 2.0 Alps, mais n'est pas éligible aux points malgré deux podiums à Jerez.

### Formule Renault 3.5 puis Formule V8 3.5 (2015-2017)
En 2015, il s'engage avec Arden Motorsport dans le championnat de Formule Renault 3.5, aux côtés du canadien Nicholas Latifi. Il domine ce dernier assez facilement et obtient même deux victoires, à Budapest et au Mans, tandis que Latifi ne fais pas mieux que deux 4e places. Avec quatre podiums dont deux victoires, Egor Orudzhev se classe 5e du championnat avec 133 points, près du triple des points de son équipier.
Il est en toute logique reconduit par l'écurie britannique pour la saison 2016, et Latifi est remplacé par Aurélien Panis
, et fait alors figure de l'un des favoris pour le titre. Il obtient la pole position dès la première course à Alcañiz mais doit attendre la quatrième course de la saison pour inscrire ses premiers points. Il s'impose ensuite à Spa-Francorchamps puis au Castellet, et commence petit à petit à revenir au classement. Sa fin de saison est presque parfaite puisqu'il gagne 3 des 5 dernières courses
. Orudzhev termine finalement 3e du championnat avec 191 points, tandis qu'Arden Motorsport gagne le championnat des constructeurs.
En 2017, il change d'écurie et passe chez AVF, qui a conduit Tom Dillmann au titre la saison précédente. Il termine 2e des deux premières courses à Silverstone puis 3e à Spa, puis remporte sa première victoire de la saison à Alcañiz. Il enchaîne les podiums mais un double-abandon à Mexico vient mettre fin à cette série. Il se reprend à Austin en terminant 2e puis 1er. Malade, il doit déclarer forfait pour le dernier meeting de la saison à Bahreïn et met fin à ses espoirs de sacre. Son absence le fait chuter à la 6e place au classement des pilotes.
Avec SMP Racing, Egor Orudzhev prend part à quatre courses d'European Le Mans Series, associé à Matevos Isaakyan. Les deux russes triomphent dès leur deuxième course, sur le Paul-Ricard.

### L'endurance (depuis 2018)
Egor Orudzhev quitte la monoplace en 2018 et s'engage à plein temps en endurance, menant avec SMP Racing un double-programme, en European Le Mans Series et en WEC. Il participe en juin pour la première fois de sa carrière aux 24 Heures du Mans, avec Matevos Isaakyan et Stéphane Sarrazin. L'équipage doit abandonner après 123 tours de course. Avec Stéphane Sarrazin, il monte sur le podium lors des 6 Heures de Spa 2018, puis connaît un nouvel abandon lors de sa deuxième tentative mancelle.
Pour la saison 2019-2020, il rejoint le Team LNT.

## Carrière

### Résultats en monoplace
| Saison | Championnat                                 | Écurie              | Courses | Victoires | Pole positions | Meilleurs tours | Podiums | Points | Classement |
| ------ | ------------------------------------------- | ------------------- | ------- | --------- | -------------- | --------------- | ------- | ------ | ---------- |
| 2012   | Championnat de France F4                    | Autosport Academy   | 12      | 0         | 0              | 1               | 2       | 75     | 10e        |
| 2013   | Eurocup Formula Renault 2.0                 | Tech 1 Racing       | 14      | 0         | 0              | 0               | 1       | 78     | 7e         |
| 2013   | Formula Renault 2.0 Alps                    | Tech 1 Racing       | 14      | 0         | 1              | 0               | 2       | 75     | 5e         |
| 2014   | Toyota Racing Series                        | M2 Competition      | 15      | 3         | 1              | 1               | 8       | 595    | 6e         |
| 2014   | Championnat de Grande-Bretagne de Formule 3 | Carlin              | 3       | 1         | 0              | 1               | 1       | 26     | 12e        |
| 2014   | Eurocup Formula Renault 2.0                 | Tech 1 Racing       | 14      | 0         | 0              | 3               | 3       | 83     | 8e         |
| 2014   | Formula Renault 2.0 Alps                    | Tech 1 Racing       | 6       | 0         | 0              | 0               | 2       | 0      | n.c        |
| 2015   | Formula Renault 3.5 Series                  | Arden Motorsport    | 17      | 2         | 0              | 0               | 4       | 133    | 5e         |
| 2016   | Formule V8 3.5                              | Arden Motorsport    | 18      | 5         | 1              | 3               | 8       | 197    | 3e         |
| 2017   | Formule V8 3.5                              | SMP Racing with AVF | 16      | 2         | 1              | 2               | 10      | 198    | 6e         |

## Résultat aux 24 Heures du Mans
| Année | Équipe     | no | Châssis            | Moteur                  | Pneus    | Catégorie | Équipiers                          | Tours | Résultat |
| ----- | ---------- | -- | ------------------ | ----------------------- | -------- | --------- | ---------------------------------- | ----- | -------- |
| 2018  | SMP Racing | 17 | BR Engineering BR1 | AER P60B 2,4 l Turbo V6 | Michelin | LMP1      | Matevos Isaakyan Stéphane Sarrazin | 123   | Abandon  |
| 2019  | SMP Racing | 17 | BR Engineering BR1 | AER P60B 2,4 l Turbo V6 | Michelin | LMP1      | Sergey Sirotkin Stéphane Sarrazin  | 163   | Abandon  |